# Impacto cultural do Holodomor

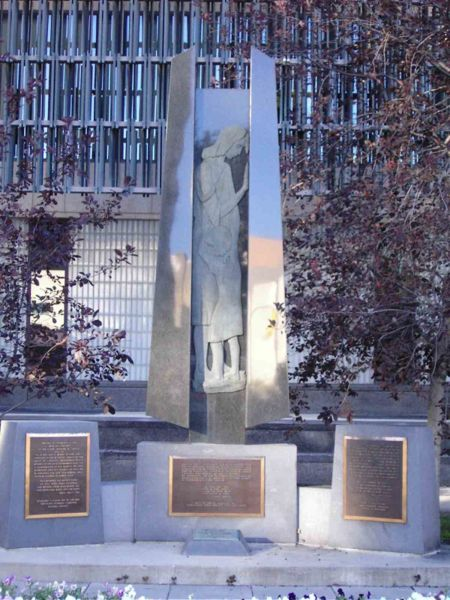
O memorial de Winnipeg, Canadá, da autoria de Roman Kowal.

O  impacto cultural do Holodomor conheceu duas fases distintas, em resultado de distintos factores de natureza política.
Até ao início dos anos noventa, a abordagem cultural da fome-genocídio (Holodomor) foi severamente condicionada pela censura imposta pelo regime soviético, com a natural excepção das comunidades de exilados implantadas no estrangeiro, nomeadamente nos Estados Unidos e no Canadá.
Com a independência da Ucrânia, em 1991, a situação sofreu uma profunda mudança, permitindo a artistas e escritores a possibilidade de o evocar nas suas criações.

## Arquitectura

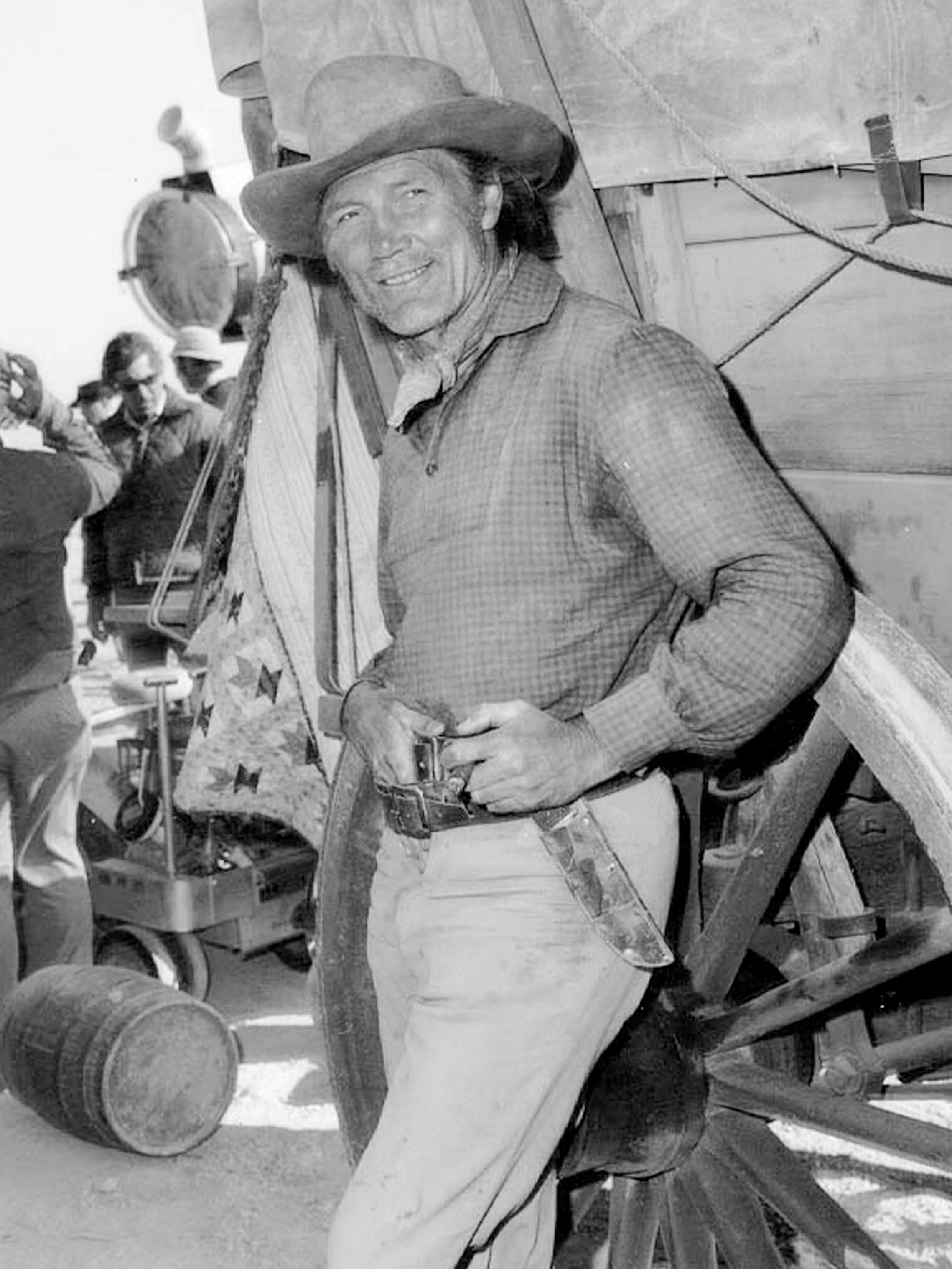
Jack Palance.

No âmbito das comemorações dos 75 anos do genocídio, o Estado ucraniano abriu concurso para a construção - até 2008 - de um Memorial em Kiev. Este complexo disporá igualmente de um centro de investigação histórica, biblioteca, centro de exposições, museu, capela, arquivo, centro de  documentação, sala de conferências, livraria, centro de investigação familiar e de uma galeria memorial das vítimas e dos sobreviventes.
Em 8 de Setembro de 2006, o júri do concurso anunciou a escolha do projecto apresentado pelo artista Anatoliy Haydamaka.
Em 25 de Novembro de 2006, o Presidente Viktor Yushchenko participou na cerimónia de lançamento da primeira pedra do Memorial.

## Cinema
No domínio da filmografia dedicada especificamente à fome-genocídio, destaca-se o realizador Oles Yanchuk que produziu, em 1993, a primeira obra cinematográfica sobre o tema, Holod-33, com base no romance histórico The Yellow Prince, de Vasyl Barka.
O tema é igualmente abordado no filme "Acts of Imagination", realizado em 2006 pela cineasta Carolyn Combs.
No âmbito dos projectos cinematográficos, há a referir "Bread Alone"; "The Devil's Harvest", de Richard Bachynsky-Hoover, assim como "Kobzar" de Oles Sanin.
Na categoria do documentário, merecem realce os seguintes filmes:
- "10 Million Victims: Ukraine 1933 - The Unknown Holocaust" (1983) de Claude Caron (Canadá)[17][18]
- "Harvest of Despair:The 1932-33 Famine in Ukraine" (1984), realizado por Slavko Novytski (Canadá).[19][20][21]
- "The Living (Zhyvi)" (2008), realizado por Serhiy Bukovsky (Ucrânia)[22]

Merecem também referência os projectos "Holodomor 1932-33" do norte-americano Bobby Leigh, e "Lystopad 7" ("Novembro 7"), da autoria do cineasta ucraniano Serhiy Bukovsky.
O Holodomor é um dos assuntos abordados no episódio "Bandeira Vermelha" da série "O Século do Povo" (1995), numa coprodução da BBC e da PBS, bem como no documentário dedicado aos crimes do regime soviético, "The Soviet Story" (2008), do letão Edvins Snore.
Por sua vez, diversas personalidades do meio cinematográfico também se pronunciaram sobre este acontecimento histórico, com realce para Jack Palance; Mel Gibson e Steven Spielberg.

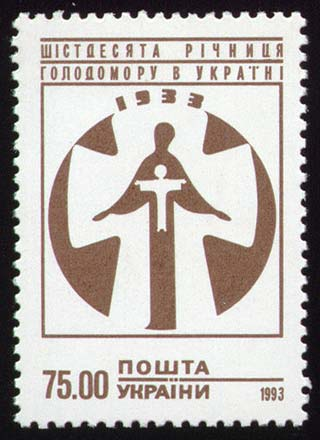
Selo evocativo do 60.º aniversário do Holodomor.

As autoridades ucranianas proibiram a exibição pública do filme de terror realizado por George Romero, "Land of the Dead" (2005), justificando-se com a memória traumática do Holodomor.
Filmes como Bitter Harvest (2015) e Mr. Jones (2019) focam no tema holodomor.

## Dança
A coreógrafa Danovia Stechishin compôs a obra The Famine, com música de Ennio Morricone e interpretação da Ukrainian Academy of Dance.
A sua estreia mundial ocorreu a 7 de Novembro de 1993, na cidade canadiana de Toronto
.

## Design Gráfico
Devido ao seu imediatismo comunicacional, o Cartaz tem representado uma das expressões artísticas mais privilegiadas., com realce para as criações de Roxolana Armstrong, Vasyl Perevalskyi e Valeriy Vitter
Neste âmbito, são promovidas  diversas exposições e concursos, inclusivamente com o apoio das autoridades ucranianas.
Há igualmente numerosas ilustrações, no espólio bibliográfico referente ao Holodomor, e na litografia, destaca-se o artista gráfico Mykola Bondarenko.
No design filatélico, existe um número significativo de selos dedicados ao tema, e até mesmo na pêssanka, se encontram evocações da tragédia.

## Escultura
Na Ucrânia, e em outros países, existem  numerosas obras escultóricas sobre a fome-genocídio.
Destaca-se o monumento de Kiev, inspirado no símbolo concebido pelo artista gráfico Vasyl Perevalskyi, para as comemorações do 60.º aniversário (1993) e que rapidamente se popularizou.
No âmbito das comemorações dos 75 anos do Holodomor, prevê-se a inauguração, em Outubro de 2008, de um monumento dedicado às vítimas do genocídio, na cidade de Washington.
Em 2007, os escultores R.Chaikovskyi, V.Atamanchuk e V.Demianenko produziram duas moedas comemorativas do genocídio.

## Fotografia
O artista português Manuel Valente Alves é autor de uma exposição/instalação intitulada "Et in Arcadia Ego" (1995), na qual se evocam vários genocídios do século XX, incluindo o Holodomor.

## Literatura
No domínio da Poesia, merecem realce os poemas escritos por Nikos Lygeros, Anna Dovirak,
Chrystya Hnatiw, Eugenia Dallas, Bohdan Yuri, Peter Kuzyk, Halia Dmytryshyn, Yevhen Malanjuk, Evguenia Stepanivna, Luis Gomez de Aranda,
Ivan Novobranets, Andrii Lehit, Oleklsa Hai-Holovko, Oleksa Veretenchenko
, Maksym Sahaydak
 e Mykola Rudenko.

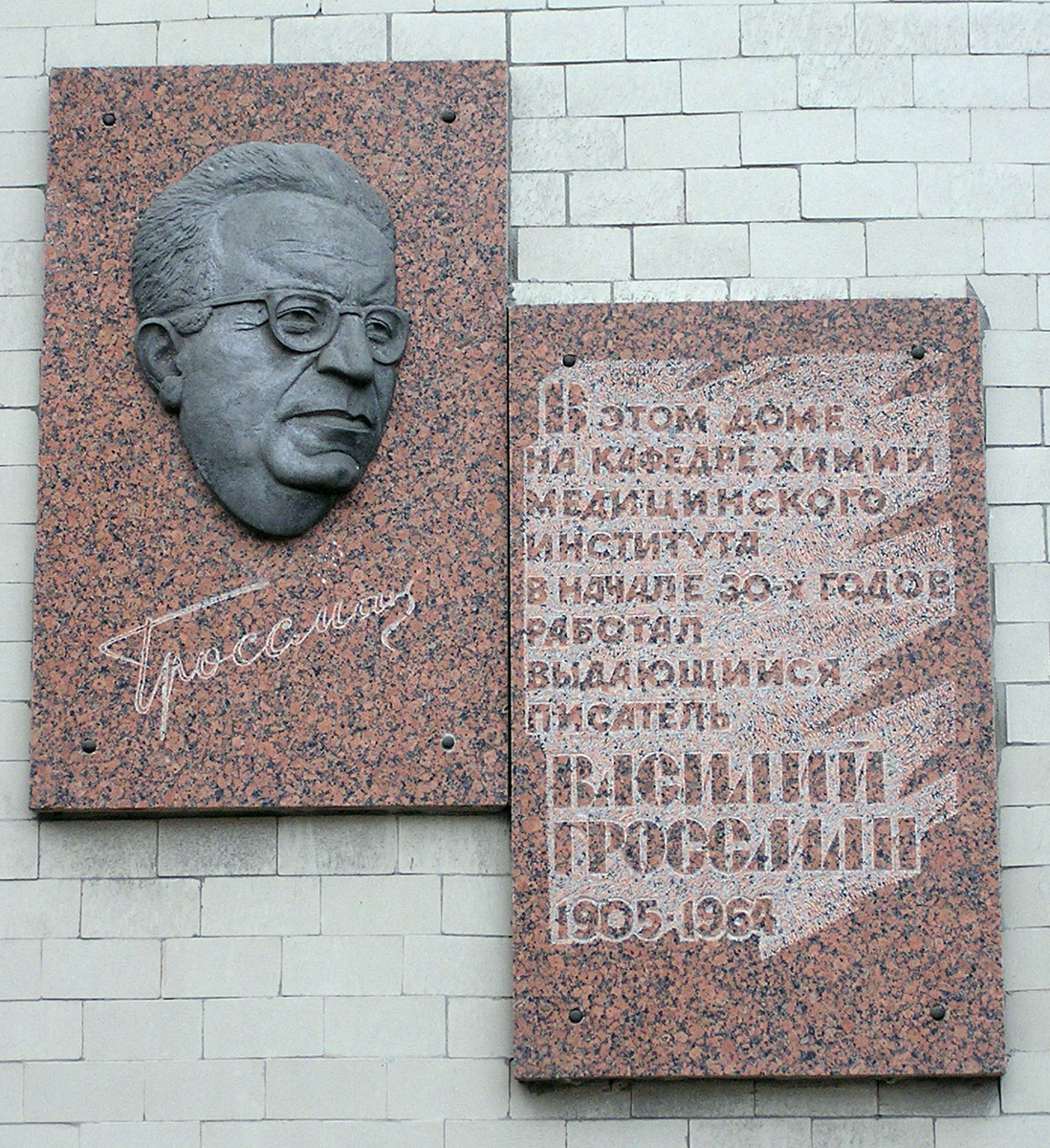
O escritor e dissidente Vasily Grossman, nos seus livros Vida e Destino e Tudo Passa, descreveu a tragédia da colectivização e da fome dos anos 30.

No âmbito do romance, da literatura infanto-juvenil e da literatura de carácter autobiográfico, destacam-se os seguintes autores:
- o canadiano Ulas Samchuk com Marija (1934).[128]
- o norte-americano Wasyl Barka com The Yellow Prince (1958).[129][130]
- a francesa Muriel Pernin com Un Jour en Ukraine - Famine: L' Arme des Tyrans (1998).[131][132] Este livro tem ilustrações de  Nicolas Wintz.[133]
- a canadiana Marsha Skrypuch com Enough (2000).[134] Esta obra apresenta ilustrações da autoria de Michael Martchenko.[135]
- o soviético Victor Kravchenko com  I Chose Freedom (1947).[136]
- o soviético Lev Kopelev com The Education of a True Believer (1976).[137][138]
- a soviética Nina Lugovskaya com Eu Quero Viver (1932-1937).[139][140]
- a norte-americana Eugenia Dallas com  One Woman, Five Lives, Five Countries (1998).[141][142]
- o soviético Vasily Grossman com Vida e Destino (1959)[143] e Tudo Passa (1961).[144][145][146][147]
- o britânico George Orwell em O Triunfo dos Porcos (1945).[148]
- o britânico Tom Rob Smith em "A Criança N.º 44" (2008), estando prevista uma adaptação cinematográfica por Ridley Scott.[149][150]
- o português Valter Hugo Mãe em "o apocalipse dos trabalhadores" (2008).[151]

- o francês Roman Rijka em Les Champs Cannibales (2008).[152]
- o britânico Craig Russell em O Senhor do Carnaval (2008).[153]

## Multimédia
No domínio dos conteúdos multimédia, destacam-se as seguintes produções:
- Holodomor. La famine génocide de 1932-1933 en Ukraine, de Jakiv Chevtchenko (2004)[154]
- The 1932-1933 Artificial Famine-Genocide in Soviet Ukraine, de Mike Parker (2006)[155]
- Holodomor (Ukraine Genocide 1932-33) (2006).
- Famine of 1932-33 in Ukraine (2007).

## Música
No âmbito musical, salientam-se as seguintes obras e artistas:
- Música clássica - o requiem Panakhyda za Pomerlymy vid Holodu do compositor ucraniano Yevhen Stankovych, com versos do poeta Dmytro Pavlychko (1993);[156] a composição Retrato do Mal  de Dmytro Morykit, coreografada por Stenvor Palsson (2007).[157]
- Música coral - as composições Pam'iat' e Hey, rozislavsia syvyi tuman da autoria de Leopold Yashchenko, director do Coro Homin, em Kiev.
- Jazz - o músico canadiano John Stetch compôs o tema Famine, pertencente ao álbum Ukrainianism (2002).[158]
- Música tradicional - as composições dos banduristas Oksana Herasymenko,[159]Vasyl Nechapa[160] e Andrij Kytasty.[161]
- Música ligeira - o tema "Svicha" (2007) da cantora Oksana Bilozir.[162]
- Música electrónica - o álbum "Holodomor 1932-1933" (2007), do compositor espanhol Joan Cerezo.[163][164]
- Música Rock - o tema Holodomor dos Seitar, uma banda Heavy metal integrada no movimento RAC (2006).[165]

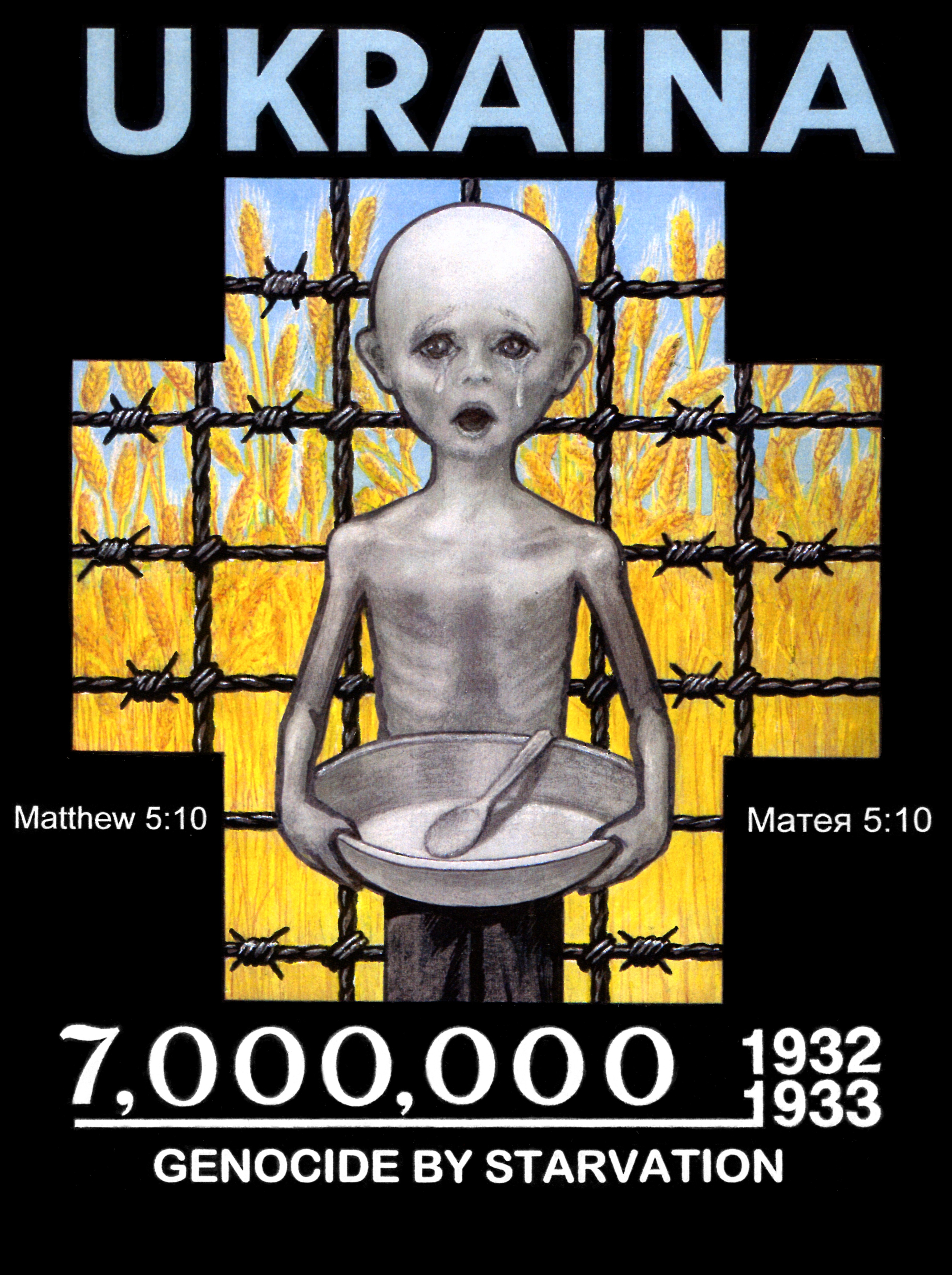
Poster do artista australiano Leonid Denysenko.

## Ópera
Neste domínio, o compositor Virko Baley é autor da ópera Terra Vermelha (Fome), com libretto do poeta e escritor Bohdan Boychuk.

## Pintura
Na pintura, existem numerosas obras dedicadas ao Holodomor, salientando-se as criações de Bohdan Pevny, Ivan Novobranets, Kazimir Malevych, Larysa Martyniuk, Lydia Bodnar-Balahutrak, Mykhailo Dmytrenko,
Nina Marchenko
, Victor Zarestky, William Kurelek, assim como de um conjunto de artistas ucranianos residentes no Colorado (Zdana Feduschak, Vera Babiak, Bohdan Makolondra e Lisa Makolondra).
No âmbito do projecto Through the Eyes of a Child. The Famine-Genocide of Ukraine 1932-1933, um grupo de alunos, em Toronto, criou várias obras pictóricas  sobre o Holodomor.

## Teatro
O tema do Holodomor refectiu-se na obra de diversos dramaturgos ucranianos, nomeadamente em Descendentes (1939) de Yuriy Yanovskyi; A Grande Ruptura (1943) de Serhiy Kokot-Ledianskyi; Fome 1933 (1962) de Bohdan Boychuk,Tragédia em Casa (1999) de Oleksandr Ocheretnyi e O Armazém de Cereais (2009) de Natalia Vorozhbit
Destaca-se a adaptação para os palcos do romance Marija de Ulas Samchuk , sob o título de Lágrimas da Virgem Maria, interpretada pelo "Grupo de Teatro Regional Yurii Drohobycha" de Lviv.
Os acontecimentos de 1932-1933 são igualmente referidos pelo dramaturgo  francês, Jean Reinert, em Nadiejda
, e pelo dramaturgo espanhol, Gerard Vàzquez,  na peça Numbert.
No âmbito das comemorações dos 75 anos do Holodomor, o sacerdote canadiano Edward Evanko compôs a peça Be Well and Prosper My Beloved Ukraine, cuja estreia está prevista para o dia 19 de Outubro de 2007.

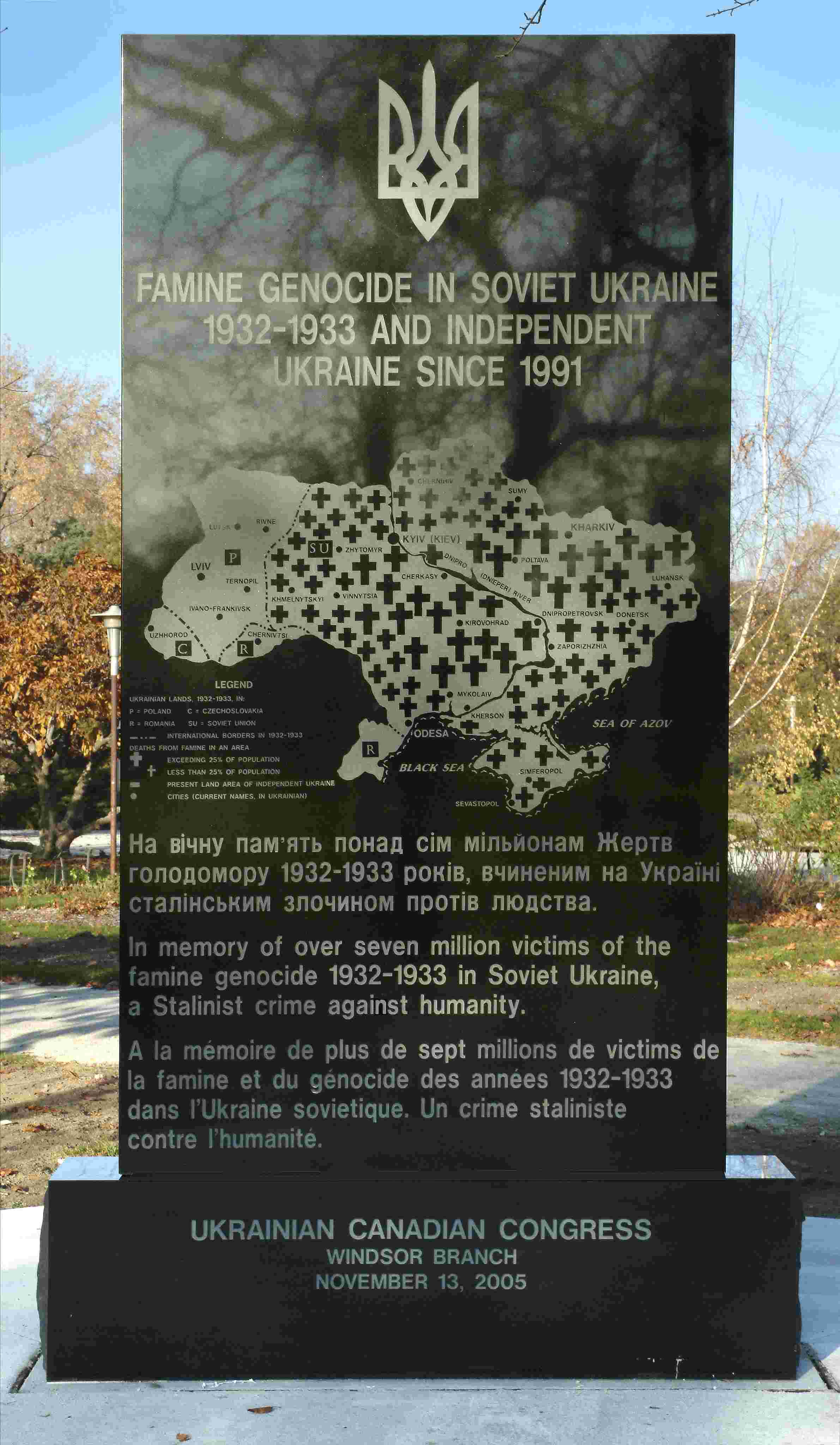
O memorial de Windsor, Canadá
O monumento da Praça de S. Miguel, KievO monumento da Praça de S. Miguel, Kiev
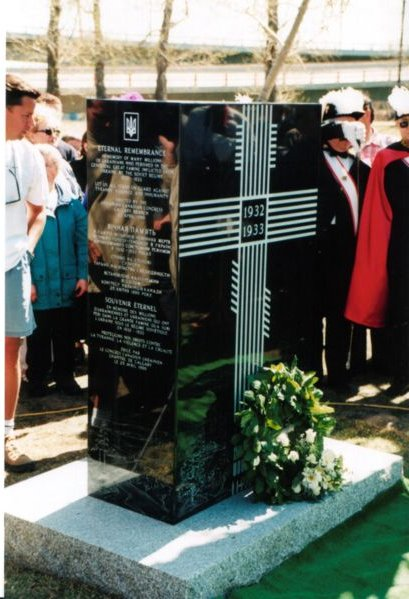
O monumento de Calgary, Canadá
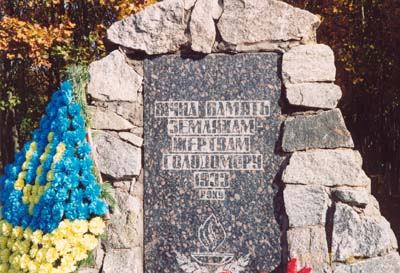
O memorial de Poltava, Ucrânia